# Дейес, Эдвард

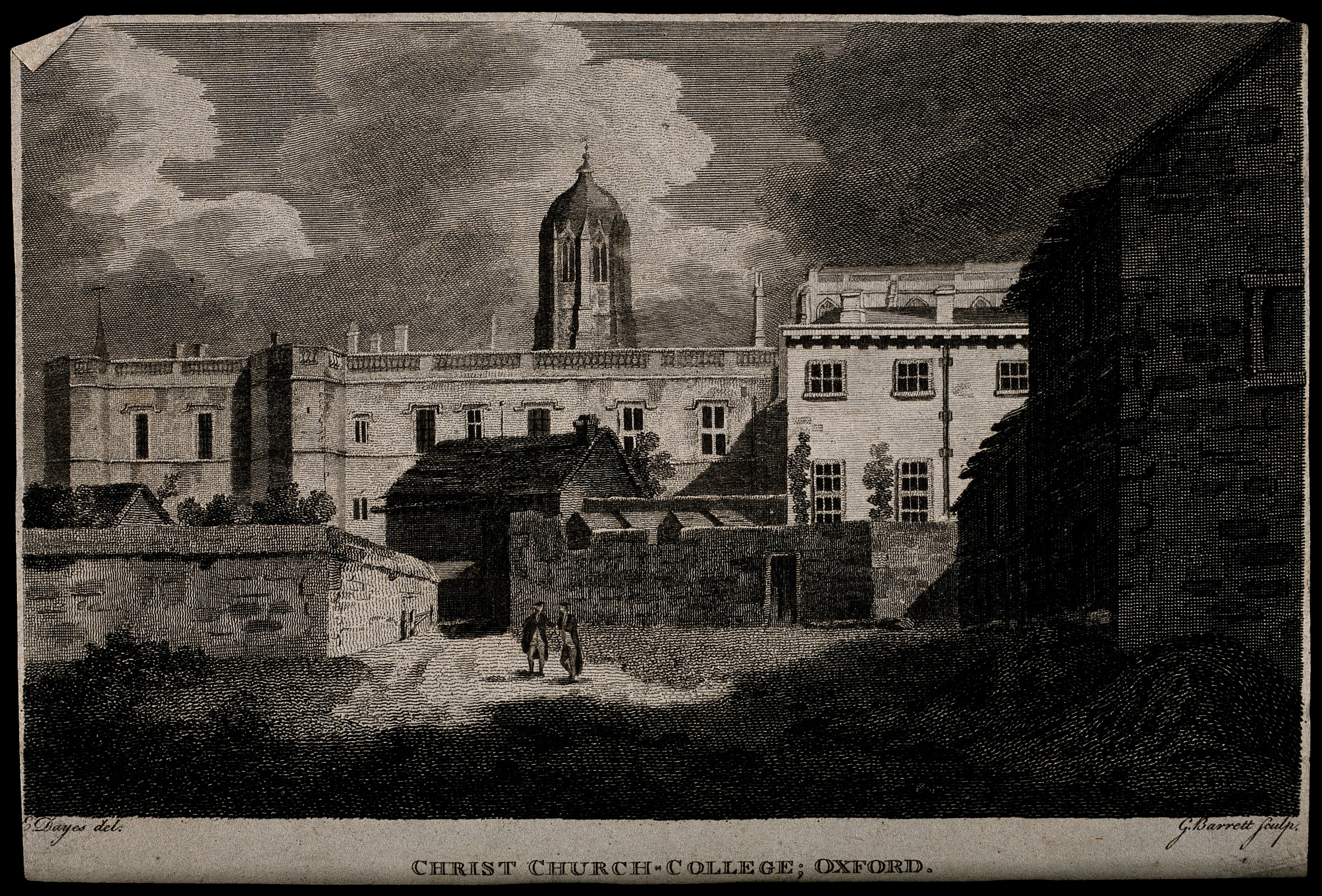
Церковь Христа в Оксфорде

Эдвард Дейес (англ. Edward Dayes; около 1763 — 1804, Лондон) — английский живописец, гравёр и акварелист. Мастер гравировки в технике меццо-тинто.
Ученик Уильяма Петера. С 1786 года выставлялся в Королевской академии художеств. В последующие три года он выставлял как миниатюры, так и пейзажи. Регулярно экспонировал свои работы в Академии до своей смерти, выставив 64 произведения. Член Общества художников Великобритании.
Служил художником при дворе Фредерика, герцога Йоркского. В числе его учеников был Томаса Гёртина. Его жена рисовала миниатюры и выставила четыре работы в Королевской академии между 1797 и 1800 годами.
Художник покончил жизнь самоубийством в конце мая 1804 года. 

## Творчество
Ранние работы Дейеса традиционны для английской школы пейзажных зарисовок, однако постепенно он разработал более масштабный стиль романтического пейзажа.
С 1798 году писал полотна на классические и библейские сюжеты, такие как «Падение ангелов» (1798), «Проповедь Иоанна в пустыне» (1799), «Триумф красоты» (1800) и др. Многие его картины были заполнены фигурами, которые он рисовал с изяществом и отменным вкусом. Многие его произведения были выгравированы, как им самим так и последователями. Дейес много работал в разных частях Англии, включая Озёрный край Великобритании и Уэльс, а его прекрасно выполненные эскизы в серых оттенках показывают большое чувство природы и дают Дейесу право на видное место среди его предшественников английской школы акварели.

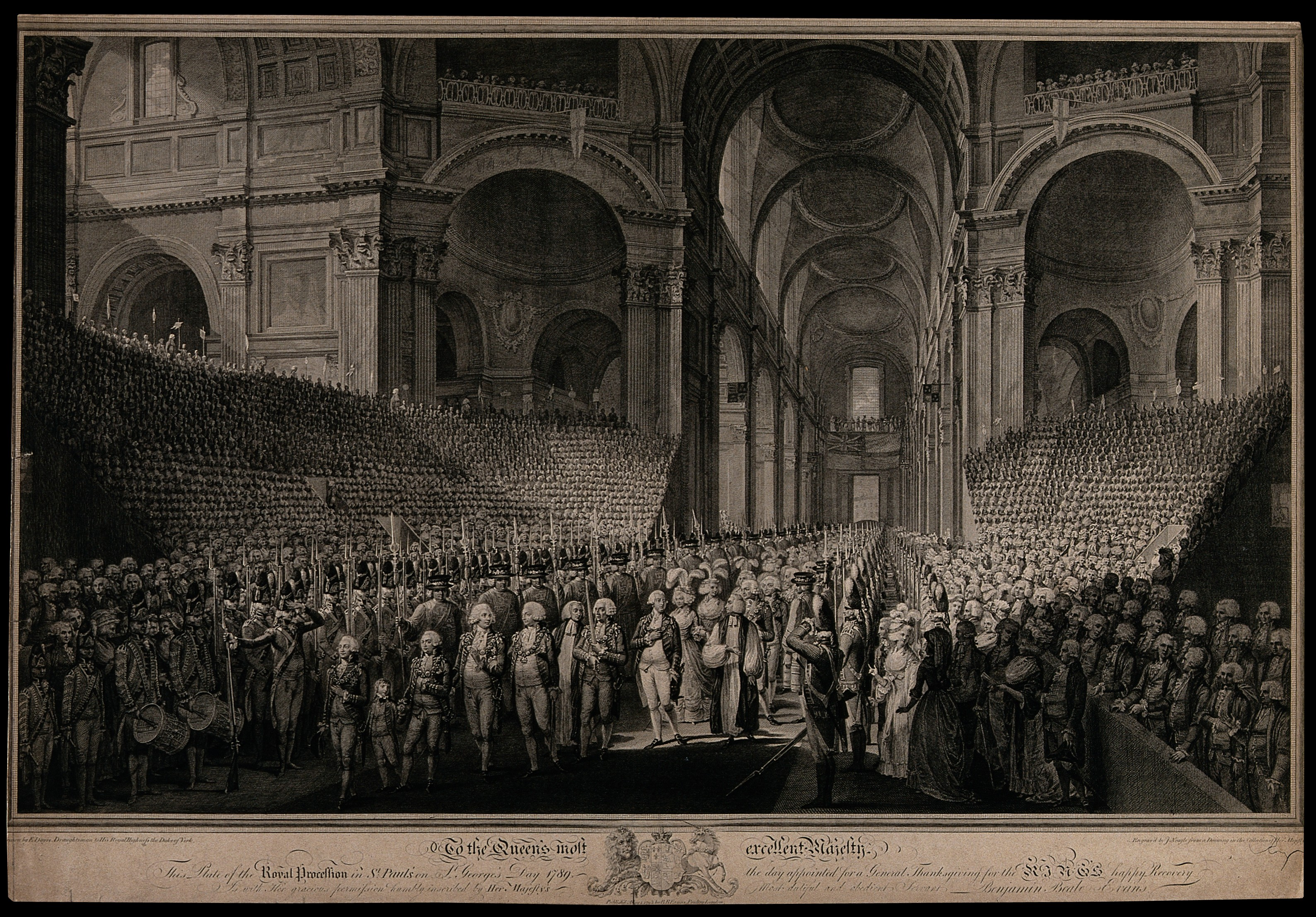
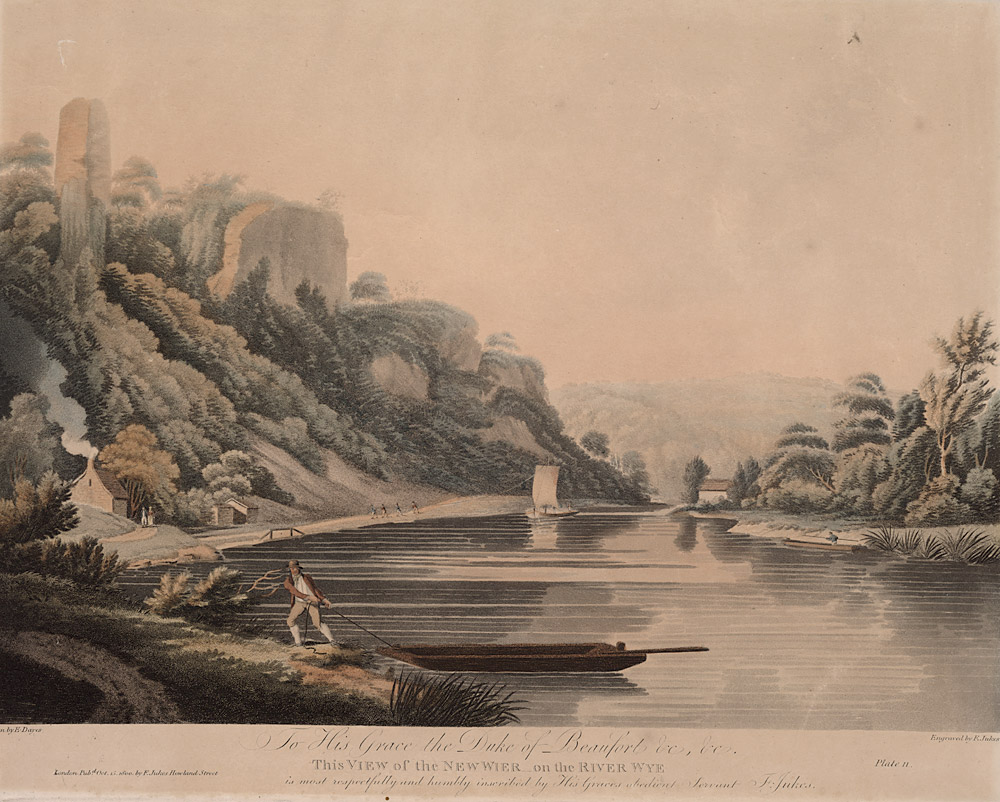
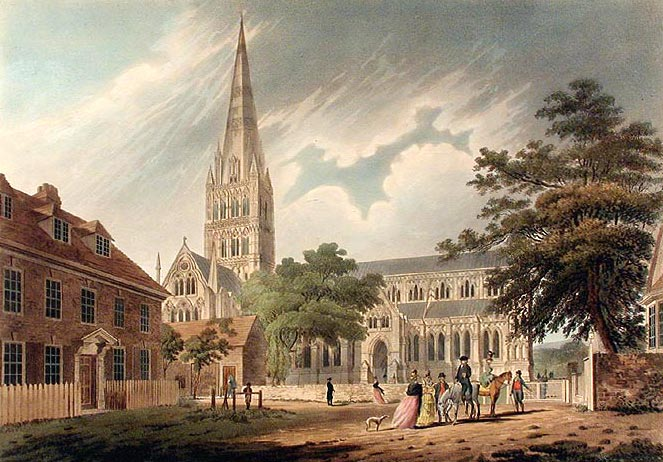